# Jean Bultot
Jean Bultot (Montignies-sur-Sambre, 3 mei 1951 - Mozambique, 18 juli 2021) was een gevangenisdirecteur van Sint-Gillis en militant voor de extreemrechtse groepering Forces Nouvelles. Hij is een van de hoofdverdachten in de zaak rond de Bende van Nijvel.

## Bende van Nijvel
Jean Bultot belde daags voor de laatste overval van de Bende van Nijvel, op zaterdagavond 9 november 1985 in de Delhaize van Aalst, een informant van de Staatsveiligheid met de vraag of die hem dringend een machinegeweer kon bezorgen. De informant nam het gesprek op en alarmeerde de Staatsveiligheid. De informant zou echter zijn teruggefloten en zijn tape werd niet meer terugbezorgd.
Bultot was geen geheel onbesproken gevangenisdirecteur. In mei 1985 had hij al zelf in de cel gezeten omdat hij een van zijn gevangenen, Philippe De Staercke, enkele kasbonnen zou hebben laten stelen bij een pastoor in Wieze. Léopold Van Esbroeck, in die tijd lid van de bende Philippe De Staercke, blijft tot vandaag zweren dat Bultot hem begin 1985 aansprak met de vraag om toe te treden tot een commando dat tegen een royale vergoeding "schijnovervallen" zou plegen op warenhuizen met als doel een sfeer van terreur te creëren.
Op 14 november 1985 werd aan het parket te Brussel gemeld dat Bultot in zijn woonplaats in de gevangenis van Sint-Gillis wapens en munitie zou hebben verborgen. Bij een huiszoeking werden verschillende laders van vuurwapens, verscheidene honderden patronen en zes bussen buskruit ontdekt. Bultot gaf toe aan verschillende personen te hebben verkocht en zelf het merendeel van de bij hem gevonden patronen te hebben gefabriceerd. Twee dagen later werd Bultot aangehouden wegens illegaal wapenbezit en verrichtte men een huiszoeking in zijn ambtswoning. Tijdens dit onderzoek verscheen er een man die zich legitimeerde als lid van de Staatsveiligheid. Hij vroeg inzage in de spullen van Bultot die in beslag zouden worden genomen. Toen hij Bultots aktetas met documenten wilde meenemen hielden de speurders hem tegen. Er ontstond een half uur durende discussie tot de man zijn dienstwapen trok en met de tas verdween.
Toen Bultot in zijn schuiloord Paraguay werd verhoord, verklaarde hij dat sommige leden van de Bende van Nijvel bij de Staatsveiligheid behoorden. Hij voegde eraan toe — hoewel hem dat niet gevraagd werd — dat de activiteiten van de Cellules Communistes Combattantes hetzelfde stramien volgden. Nadat hij naar België terugkeerde trok hij deze verklaringen echter weer in.

## Roze Balletten
Bultot werd ook beschuldigd van betrokkenheid bij de Roze Balletten, legendarische seksfuiven met hoge functionarissen en minderjarigen, eind jaren 70. Begin jaren 90 doken er foto’s op waar Bultot te zien is terwijl hij in een bad ligt tussen allerlei naakte mannen en vrouwen. In februari 2008 dook het volledige filmpje op. Het beeldmateriaal bleef echter heel vaag en de context van wat er op de beelden gaande is blijft giswerk. Bultot zelf ontkende de aanklachten.